# Adolfovice

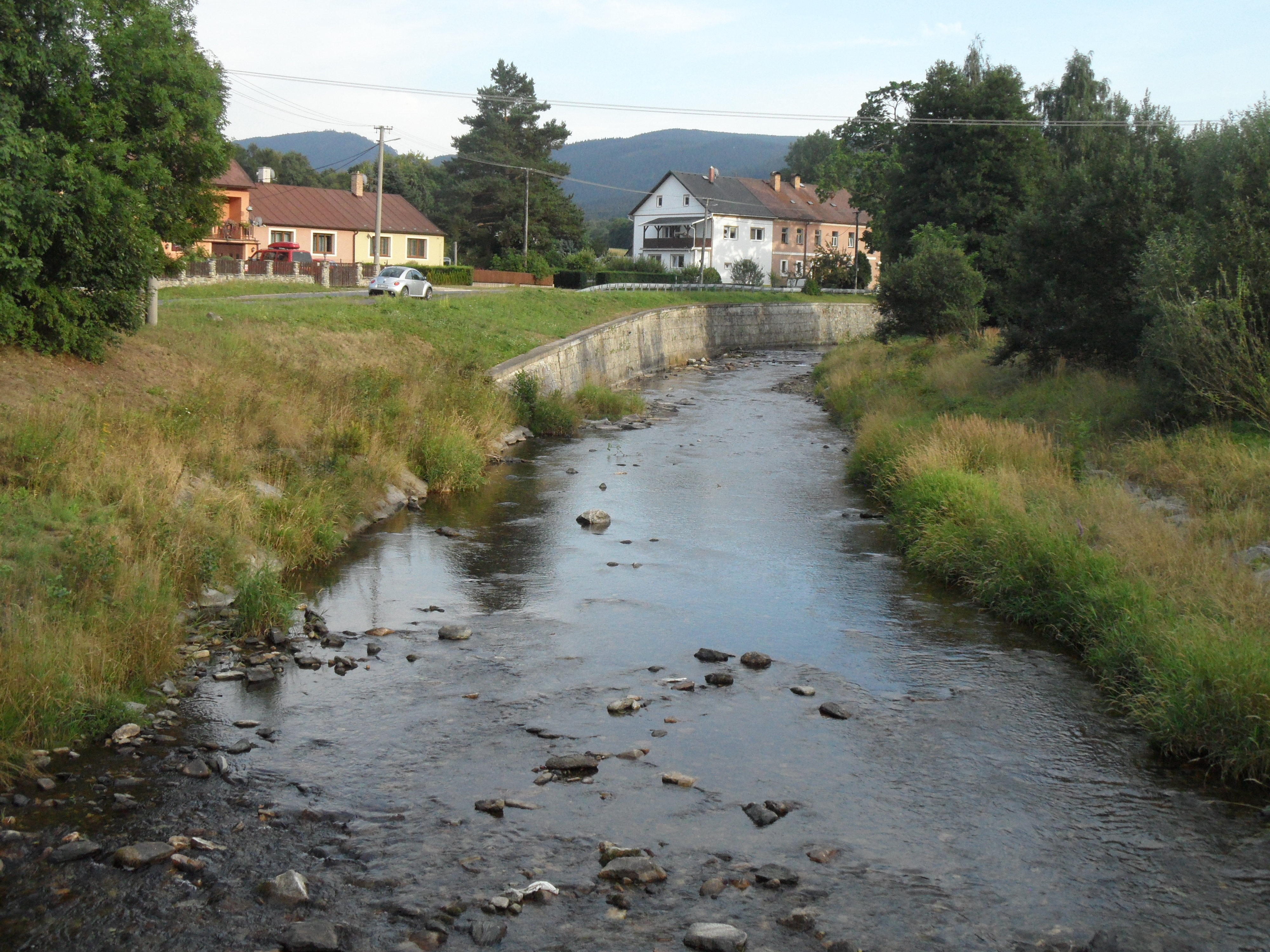
Adolfovice mit Bělá

Adolfovice (deutsch Adelsdorf) ist ein Ortsteil der Gemeinde Bělá pod Pradědem, Okres Jeseník, Olomoucký kraj, Tschechischen Republik. 

## Geographische Lage
Der Ort befindet sich liegt südlich von Jeseník im Altvatergebirge im Tag der Bělá.

## Geschichte
Der Ort geht auf ein adliges Gut zurück, das sich im Besitz der Familie von Haugwitz befand. Die früher selbständige Gemeinde gehörte von 1938 bis 1945 zum Reichsgau Sudetenland und lag im Landkreis Freiwaldau, Regierungsbezirk Troppau. Im Ort lebten im Jahre 1940 1254 Einwohner.